# 霍韋伊澤
霍韋伊澤（波斯語：‎；阿拉伯语：‎）是伊朗的城市，位於該國西南部，由胡齊斯坦省負責管轄，距離首府阿瓦士約50公里，處於首都德黑蘭西南550公里，海拔高度14米，2006年人口14,422。

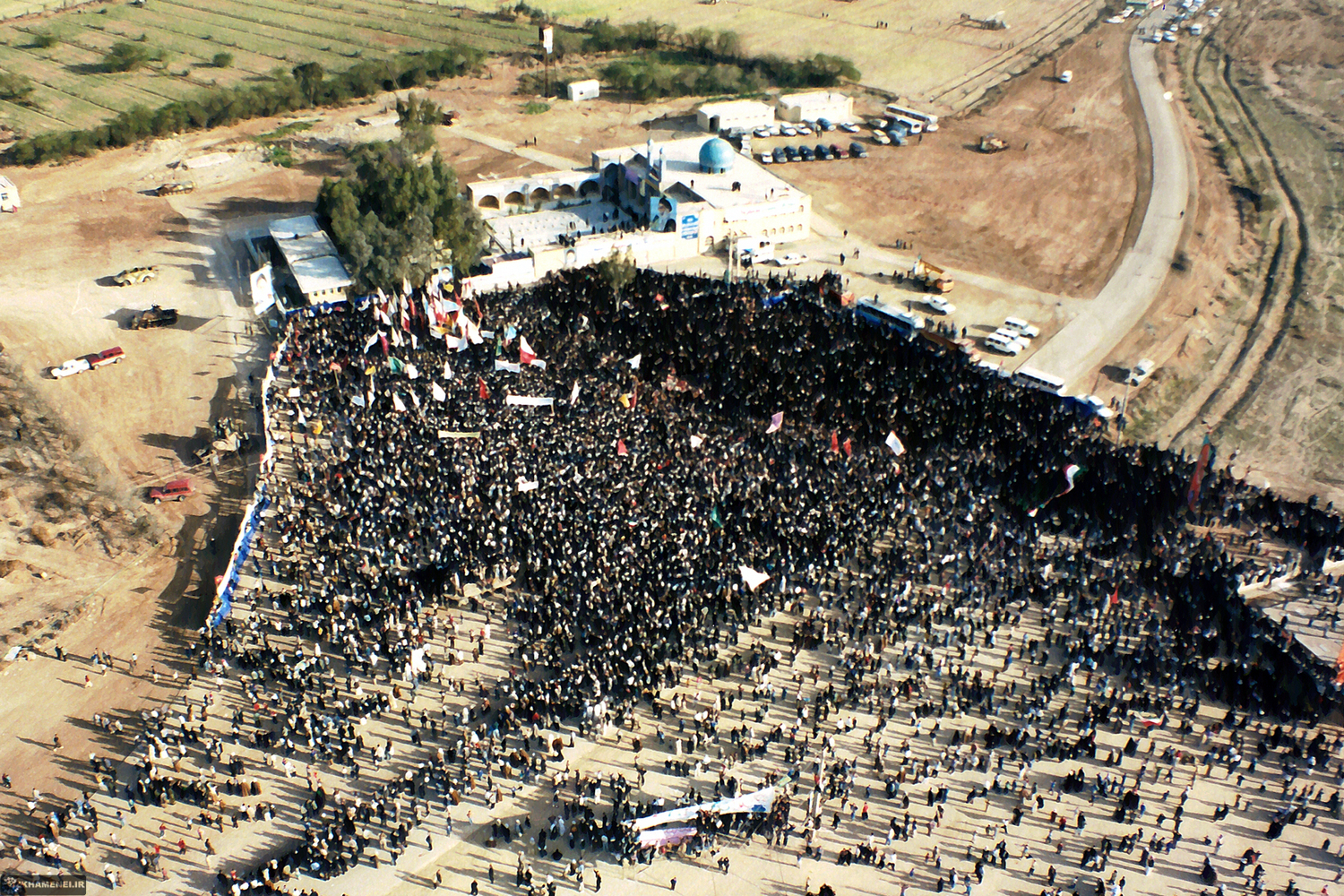